# Décélie

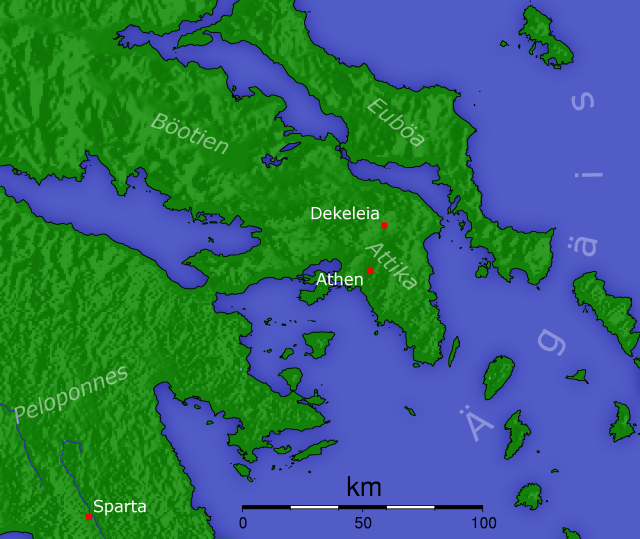
Décélie (en grec ancien Δεκέλεια / Dekéleia)

Décélie (en grec ancien Δεκέλεια / Dekéleia) est un dème de l'Attique appartenant au territoire de la tribu Hippotontis. Il est situé près du mont Parnès, sur la route allant de Béotie à l'Eubée, à environ 22 km au nord-est d'Athènes.
Décélie sert de base aux Spartiates pour lancer des raids sur l'Attique dans toute la dernière partie de la guerre du Péloponnèse de 412 à 404. Comme Thucydide le fait dire à Alcibiade :
« Des richesses en domaines que compte le pays, la majeure partie reviendra [aux Spartiates], soit en conquête, soit spontanément ; les revenus des mines d'argent du Laurion, les avantages que [les Athéniens] tirent actuellement des terres et des ateliers, leur feront aussitôt défaut — et surtout le revenu fourni par les alliés, qui ne leur arrivera plus avec la même abondance, car ceux-ci, estimant désormais la guerre vigoureusement menée de votre côté, en prendront à leur aise. »
Le site actuel a révélé des ruines de fortifications qui sont identifiées avec le camp d'Agis.